# Simaria
Simaria är en ort i Indien.   Den ligger i distriktet Rewa och delstaten Madhya Pradesh, i den centrala delen av landet, 600 km sydost om huvudstaden New Delhi. Simaria ligger 298 meter över havet och antalet invånare är 14 045.
Terrängen runt Simaria är platt. Runt Simaria är det tätbefolkat, med 308 invånare per kvadratkilometer. Det finns inga andra samhällen i närheten. Trakten runt Simaria består till största delen av jordbruksmark.